# The Final Proof
The Final Proof is de zestiende aflevering van het tiende seizoen van het tienerdrama Beverly Hills, 90210, die voor het eerst werden uitgezonden op 9 februari 2000.

## Plot
Shane heeft Noah ontvoerd om Dylan te dwingen om met geld over de brug te komen voor de verloren drugs. Noah wordt gefilmd door Shane waarin hij Dylan moet smeken om geld te geven anders wordt hij vermoord. De zus van Shane, Josie, helpt Dylan om haar broer te vinden en zo ook Noah maar zij kunnen hem niet vinden en dan krijgt Dylan de film te zien met Noah. Dylan gaat akkoord met de betaling en wil het geld naar Shane brengen om Noah vrij te krijgen en Josie gaat met hem mee, als Dylan naar de uitwisseling wil dan veranderd de situatie doordat Josie ineens een pistool op Dylan gericht houdt en hem vertelt dat de plannen zijn veranderd. Het blijkt dat Josie en Shane dit allemaal gepland hebben en nu zit Dylan samen met Noah vast met handboeien aan een stalen pijp. Shane heeft nu het geld en wil niet dat Dylan en Noah nog blijven leven en wil hen vermoorden, dit tot ontsteltenis van Josie die hen wil sparen. Tijdens hun discussie over het lot van de jongens lukt het hen om zich te bevrijden en belanden in een gevecht met de Shane en Josie. Uiteindelijk lukt het Dylan en Noah om hun ontvoerders te overmeesteren en zijn blij dat zij ongeschonden uit de strijd zijn gekomen.
Matt heeft een verrassing voor Kelly, hij heeft hun opgeven voor een spelshow op Valentijnsdag en Donna wil hen coachen. Op de dag van de opnames zitten zij vol spanning te wachten in de wachtkamer waar zij ook hun tegenstanders ontmoeten. Als zij geroepen worden voor de opnames dan wordt Kelly ineens ziek en dan besluiten zij dat Donna haar plaats inneemt. Alles gaat goed totdat de laatste vraag wordt gesteld voor de hoofdprijs van $ 25.000, - dan geeft Donna het verkeerde antwoord en verliezen zij de show. Iedereen is hevig teleurgesteld en gaan dan naar huis om hun verdriet te verdringen.
David is gelukkig met Camille en nu Valentijnsdag eraan komt wil hij haar verrassen met een cadeau. Hij weet niet of hij een duur cadeau moet geven of iets zelf moet maken en vraagt Donna om advies, zij adviseert hem om iets zelf te maken bijvoorbeeld een versierde kaart met een gedicht. Terwijl David nog aan het twijfelen is dan ziet hij Camille met een jongen die haar een duur cadeau geeft en Camille vertelt dan aan David dat zij even met hem weggaat. David maakt zich nu zorgen dat hij Camille kwijtraakt aan die jongen die een ex-vriend blijkt te zijn van Camille door dat duur cadeau en wil haar nu ook een duur cadeau geven. Als Camille terugkomt dan vertelt zij aan David dat zij niet onder de indruk raakt van dure cadeaus en wil liever iets wat recht uit het hart komt. David wisselt snel zijn dure cadeau om met de zelfgemaakte kaart en geeft dit aan haar, zij reageert heel positief en vertelt hem dat hij een lieve jongen is.
Gina krijgt onverwachts een telefoontje van Dr. John Martin die haar wil zien bij een etentje, Gina is blij verrast dat zij weer iets hoort van haar vader en gaat met hem eten. Daar hoort zij dat hij meer tijd wil optrekken met haar en dit geeft voldoening aan Gina. Zij hebben het leuk samen en Gina geeft ook sport oefeningen aan hem zodat hij gezonder gaat leven. Het is een leuke tijd en Gina is nu gelukkig tot op een avond, zij vindt John liggend onderaan de trap en raakt in paniek omdat hij niet meer ademt. Donna komt dan ook binnen en samen bellen zij voor een ambulance en hopen dat hij het overleeft.

## Rolverdeling
- Jennie Garth - Kelly Taylor
- Ian Ziering - Steve Sanders
- Brian Austin Green - David Silver
- Tori Spelling - Donna Martin
- Luke Perry - Dylan McKay
- Joe E. Tata - Nat Bussichio
- Lindsay Price - Janet Sosna
- Daniel Cosgrove - Matt Durning
- Vanessa Marcil - Gina Kincaid
- Vincent Young - Noah Hunter
- Josie Davis - Camille Desmond
- Michael Durrell - Dr. John Martin
- Ryan Seacrest - Quizmaster
- Nathan Anderson - Ron
- Ashley Cusato - Judy
- Will Schaub - Rick
- David Masters - Mike
- Sydney Penny - Josie Oliver
- Jesse Hoffman - Shane Oliver